# Reckless Twin
Reckless Twin er det femte studiealbum af den danske singer-songwriter Mads Langer. Albummet udkom den 18. marts 2016 på Mr Radar og Sony Music. Om albummets titel har Mads Langer udtalt: "For mig betyder Reckless Twin, at der findes en del af dig selv, du ikke kan styre med din fornuft. Det er drifter, kærlighed, reflekser, intuition og så videre. I de aspekter af livet er det din Reckless Twin, der har styringen".
Albummets første single "3AM" udkom den 28. december 2015. Singlen har ligget nummer ét i ni uger i træk på de danske airplay-hitliste. "Tunnel Vision" udkom som albummets anden single den 11. marts 2016. Sangen er skrevet på dagen for terrorangrebene i Paris i november 2015, og handler ifølge Langer om, "at uanset, hvad verden byder os, så er der ingen der kan tage kærligheden fra os." Singlen har opnået en placering som nummer fire på airplay-listen.
Reckless Twin debuterede som nummer ét på hitlisten, med en salgs-score på 2163. I august 2016 modtog albummet guld for 10.000 enheder.

## Spor
| #   | Titel                           | Sangskriver(e)                                | Producer(e)                                       | Længde |
| --- | ------------------------------- | --------------------------------------------- | ------------------------------------------------- | ------ |
| 1.  | "Daylight"                      | Mads Langer, Frederik Nordsø, Fridolin Nordsø | Frederik Nordsø, Fridolin Nordsø, Søren Balsner   | 4:02   |
| 2.  | "Amy"                           | Langer, Sune Wagner                           | Wagner, Balsner                                   | 4:36   |
| 3.  | "Blondie"                       | Langer, Ronni Vindahl, Wagner                 | Vindahl, Balsner[a]                               | 5:18   |
| 4.  | "3AM"                           | Langer, Jamie Hartman                         | Langer, Hartman                                   | 3:22   |
| 5.  | "Cool in the Summer"            | Langer, Wagner                                | Wagner, Balsner                                   | 4:48   |
| 6.  | "Afterglow" (featuring Coco O.) | Langer, Coco O., Wagner                       | Wagner, Balsner                                   | 4:47   |
| 7.  | "Lonely Street"                 | Langer, Wagner                                | Wagner, Balsner                                   | 3:49   |
| 8.  | "Rule the World"                | Langer, Remee S. Jackman, Jesper Faaborg      | Langer, Remee, Faaborg                            | 3:46   |
| 9.  | "Enemy"                         | Langer, Wagner                                | Wagner, Balsner                                   | 3:37   |
| 10. | "Tunnel Vision"                 | Langer, Hartman, Tobias Kuhn, Kelvin Jones    | Kewan Hussein, Birk Storm[a], Hartman[a], Kuhn[a] | 3:24   |
| 11. | "Wait for Me"                   | Langer, Wagner                                | Wagner, Balsner                                   | 3:42   |

Noter
- ↑[a] angiver yderligere produktion

## Hitlister

### Ugentelige hitlister
| Hitliste (2016)        | Højeste placering |
| ---------------------- | ----------------- |
| Danmark (Album Top-40) | 1                 |

### Årslister
| Hitliste (2016) | Placering |
| --------------- | --------- |
| Danmark         | 28        |